# Salma (Dichterin)

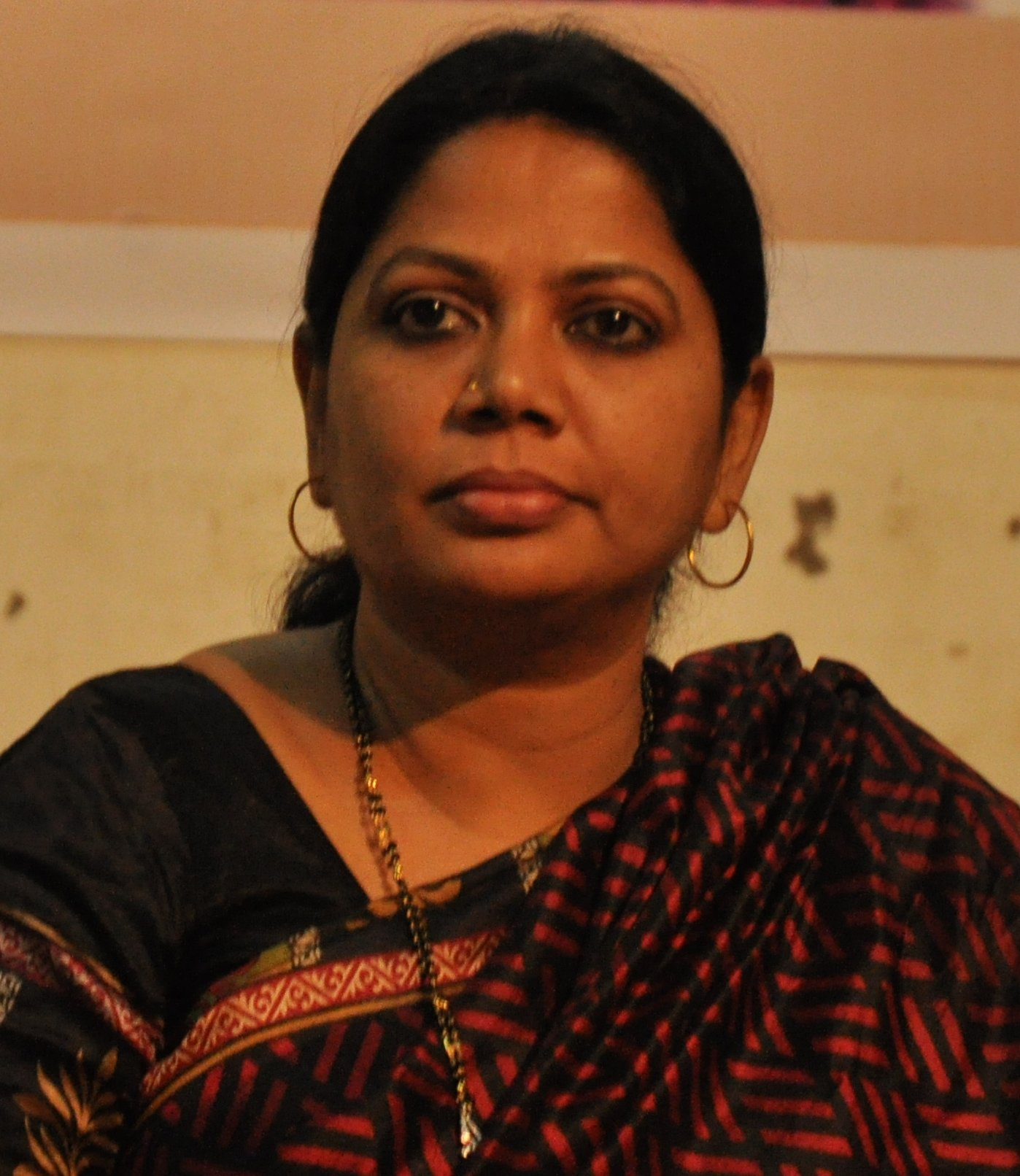
Salma

Salma (* 1972 in Thuvarankurichi als A. Rokkaiah) ist eine indische Dichterin aus dem südindischen Bundesstaat Tamil Nadu.

## Leben
Salma wuchs in Thuvarankurichi, einem kleinen Dorf im Tiruchirappalli-Distrikt auf, das von Angehörigen der muslimischen Minderheit in Tamil Nadu bewohnt wird. Mit Beginn ihrer Pubertät wurde sie als Dreizehnjährige bis zu ihrer arrangierten Ehe von ihrer Familie von der Außenwelt abgeschottet und widersetzte sich neun Jahre lang der arrangierten Ehe. Im Alter von 22 Jahren heiratete sie  einen lokalen Politiker (Malik), blieb weiterhin im Haus ihres Mannes eingesperrt. Salmas einzige Lektüre waren die Zeitungsseiten, in die das Gemüse eingewickelt ist. Heimlich geschriebene Gedichte schmuggelte sie mit der Unterstützung ihrer Mutter an einen Verleger. Dieser veröffentlicht Salmas Lyrik und auf Betreiben des Verlegers reiste sie zum ersten Mal in ihrem Leben nach Chennai.

## Literarisches Schaffen
Salma schreibt in tamilischer Sprache; ihre Werke wurden in Hindi, Urdu, Malayalam und in die englische Sprache übersetzt.

## Werke (auszugsweise)
- 2000: Oru Maalaiyum Innoru Maalaiyum (One Evening and Another Evening)[3]
- 2003: Pachchai Devathai (The Green Goddess)[3]
- 2004: Irandaam Jaamangalin Kathai, Kalachuvadu Pathippagam (The Story of the Midnight)

## Verschiedenes
Salmas Lebensgeschichte wurde 2013 in Kim Longinottos dokumentarischen Spielfilm Salma (2013) dargestellt.